# Objetividade (filosofia)
Objetividade é a qualidade daquilo que é objetivo, externo à consciência, resultado de observação imparcial, independente das preferências individuais.
Em epistemologia, o conceito de objetividade caracteriza a validade de um conhecimento ou de uma representação relativa a um objeto. Em outras palavras, o que é real e como sabemos se é verdadeiro o que inferimos a respeito da realidade? Isto depende, por um lado, do conceito do objeto alvo da atenção e, por outro, das regras normativas próprias da área em questão. Assim, do ponto de vista epistemológico, a objetividade não é sinônimo de verdade, embora seja comum confundir os dois conceitos, mas sim uma espécie de "índice de confiança" ou de "qualidade" dos conhecimentos e representações. Também não é sinônimo de fidelidade ao objeto ou à realidade, apesar de o termo ser muito utilizado com este significado, porque as regras normativas que permitem distinguir o que é objetivo do que não é são definidas, em cada contexto, pela comunidade de membros especializados no assunto.
Ainda no campo da filosofia, Kant apresenta a objetividade como algo que tem validade universal, independentemente de religião, cultura, época ou lugar. Neste contexto, sua contrapartida é o relativismo.
No campo da ciência, objetividade é a propriedade de teorias científicas de estabelecer afirmações inequívocas que podem ser testadas independentemente dos cientistas que as propuseram. Está diretamente relacionada ao atributo dos experimentos científicos de que deve ser possível reproduzi-los. Para ser considerada objetiva, uma teoria, hipótese, asserção ou proposição deve ser passível de ser transmitida de uma pessoa para outra, demonstrável para terceiros, bem como representar um avanço no entendimento do mundo real. 
No campo do jornalismo, objetividade é um atributo de um texto final. Para que um texto seja considerado objetivo, ele deve ser claro e conciso, além de apresentar um ponto de vista neutro.
No âmbito das teorias do jornalismo, objetividade é a inteligibilidade e identificação de uma subjetividade, ou seja, o processo pelo qual uma informação adquirida por meio de uma experiência se torna palpável a um número considerável de pessoas, quando estas passam a reconhecer a informação em sua vivência e a utilizem como parâmetros para sua ação social. É recorrente a discussão sobre a oposição entre objetividade e subjetividade, porém esta disputa não é válida, uma vez que ambas se complementam e não há objetividade pura ou subjetividade pura.